# Школски центар „Доситеј Обрадовић” Суботица
Школски центар „Доситеј Обрадовић” са домом ученика у Суботици је државна образовна установа намењена за васпитање и образовање слушно оштећених лица.
Школски центар је првобитно основан 1947. године у Инђији, да би 1947. године био премештен у Суботицу. У згради у којој се сада налази пресељен је 1962. године.
Школу похађају деца предшколског, основношколског и средњошколског узраста. Слушно оштећеним ученицима и ученицима са сметњама у развоју је на располагању и дом, капацитета 120 места.